# بانک مندیری

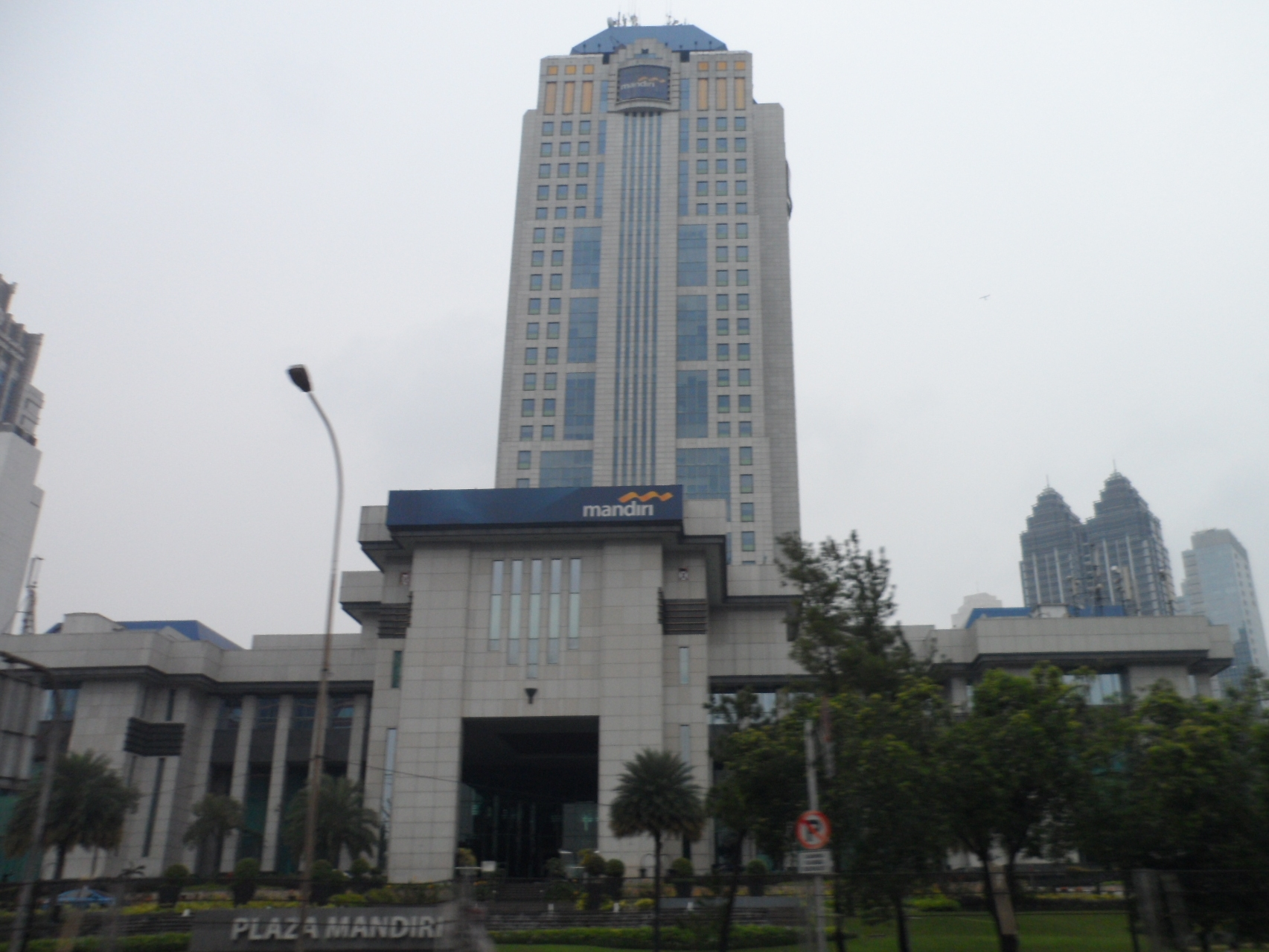
ساختمان مرکزی بانک مندیری

بانک مندیری (به انگلیسی: Bank Mandiri) بزرگترین بانک اندونزی است، که در سال ۱۹۹۸ از ادغام چهار بانک، توسط دولت اندونزی تاسیس شد و در حال حاضر مالک شبکه‌ای از ۱٫۷۳۳ شعبه بانک و ۱۱٫۰۰۰ دستگاه خودپرداز در کشورهای اندونزی، هنگ کنگ، سنگاپور، تیمور شرقی، جزایر کیمن و بریتانیا می‌باشد.
شعبه مرکزی این بانک در شهر جاکارتا، اندونزی قرار دارد و بخشی از سهام آن در بازار بورس اندونزی معامله می‌شود.